# Волговерховье
Волговерхо́вье (Волгино Верховье) — деревня в Осташковском районе Тверской области, в 42 километрах к северо-западу от Осташкова. Деревня известна тем, что рядом с ней находится исток Волги, является привлекательным местом для туристов.

## Достопримечательности
Главная достопримечательность деревни и местный памятник природы — исток Волги. Считается, что он находится в болоте в 250 метрах от деревни, на высоте 228 метров над уровнем моря. Посреди болота, на чистом и глубоком «болотном роднике», стоит часовня, соединённая с берегом деревянным настилом. В 1999 году патриарх Алексий II совершил освящение истока Волги.
Здесь находится Ольгинский женский монастырь с его главным храмом — Спасо-Преображенским (XIX века) (престолы: Преображения Господня; Св. блгв. равноап. кн. Ольги; Св. Предтечи и Крестителя Иоанна) и деревянная церковь Николая Чудотворца, рядом памятник святителю, а также часовня Воздвижения Креста Господня. Часовня над истоком Волги также принадлежит монастырю.

### Первый мост через Волгу
В деревне расположен первый от истока мост через Волгу. Мост деревянный, около 2 м в длину, с поручнями. Используется для пешеходного сообщения. Мост на этом месте известен как минимум с 1910 года, когда был запечатлён на фотографиях известных русских фотографов С. М. Прокудина-Горского и М. П. Дмитриева.
Неподалёку от первого моста через Волгу есть памятный камень, установленный 22 июня 1989 года. На камне высечена надпись:

Путник! Обрати взор свой на Волги исток! Здесь зарождается чистота и величие земли русской. Здесь истоки души народной. Храни их. Камень сей заложен 22 июня 1989 года живущим и будущим детям России. Оглянись, уходя.

### Первая плотина через Волгу
В деревне расположена и первая от истока плотина через Волгу. Плотина, построенная в начале XX века Ольгинским женским монастырём, представляет собой деревянное сооружение с пешеходным сообщением.

## Население
| 1859 | 1889 | 2002 | 2010 |
| ---- | ---- | ---- | ---- |
| 141  | ↗162 | ↘5   | ↘1   |

## Фотографии Волговерховья

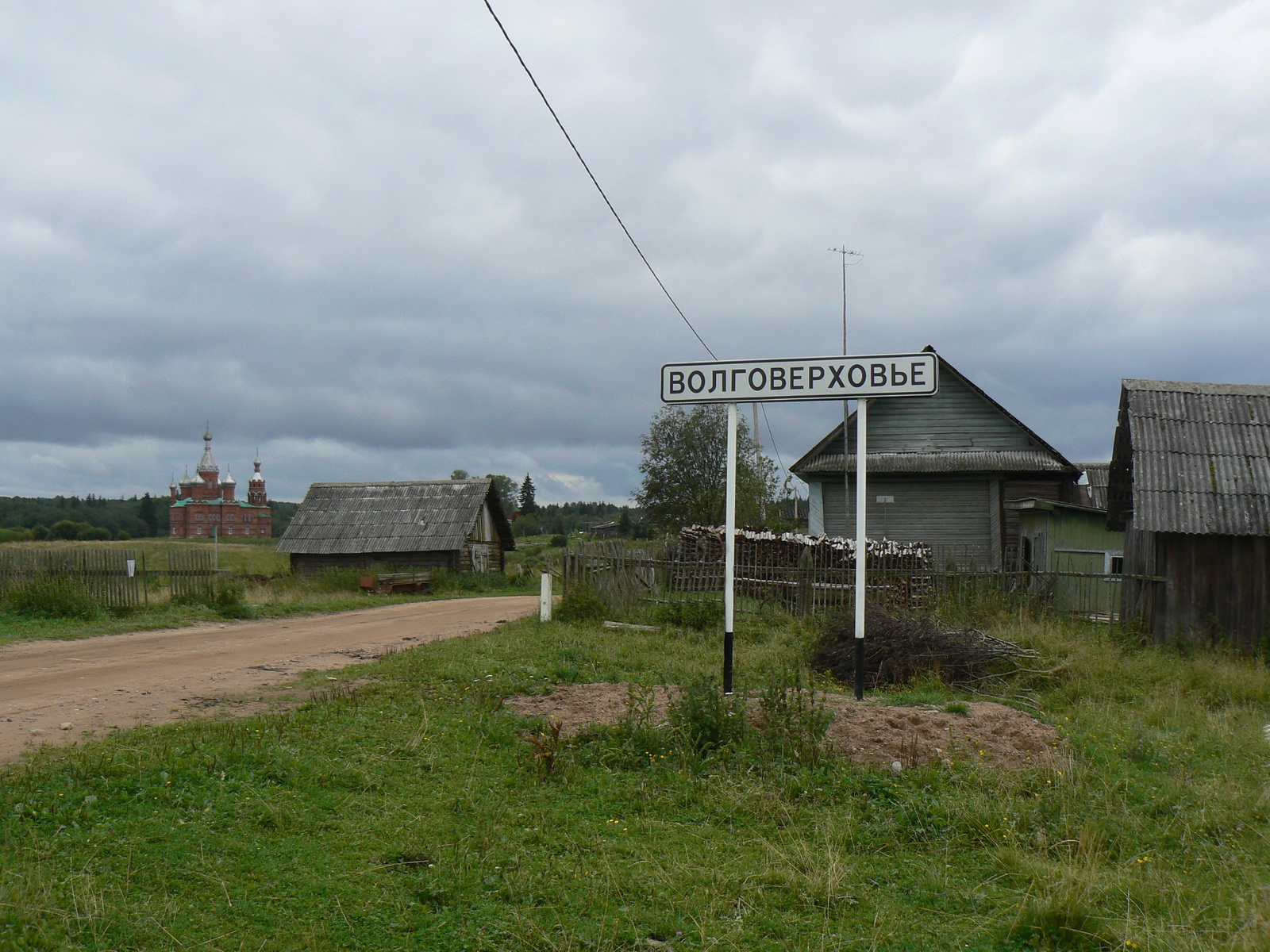
Въезд в деревню
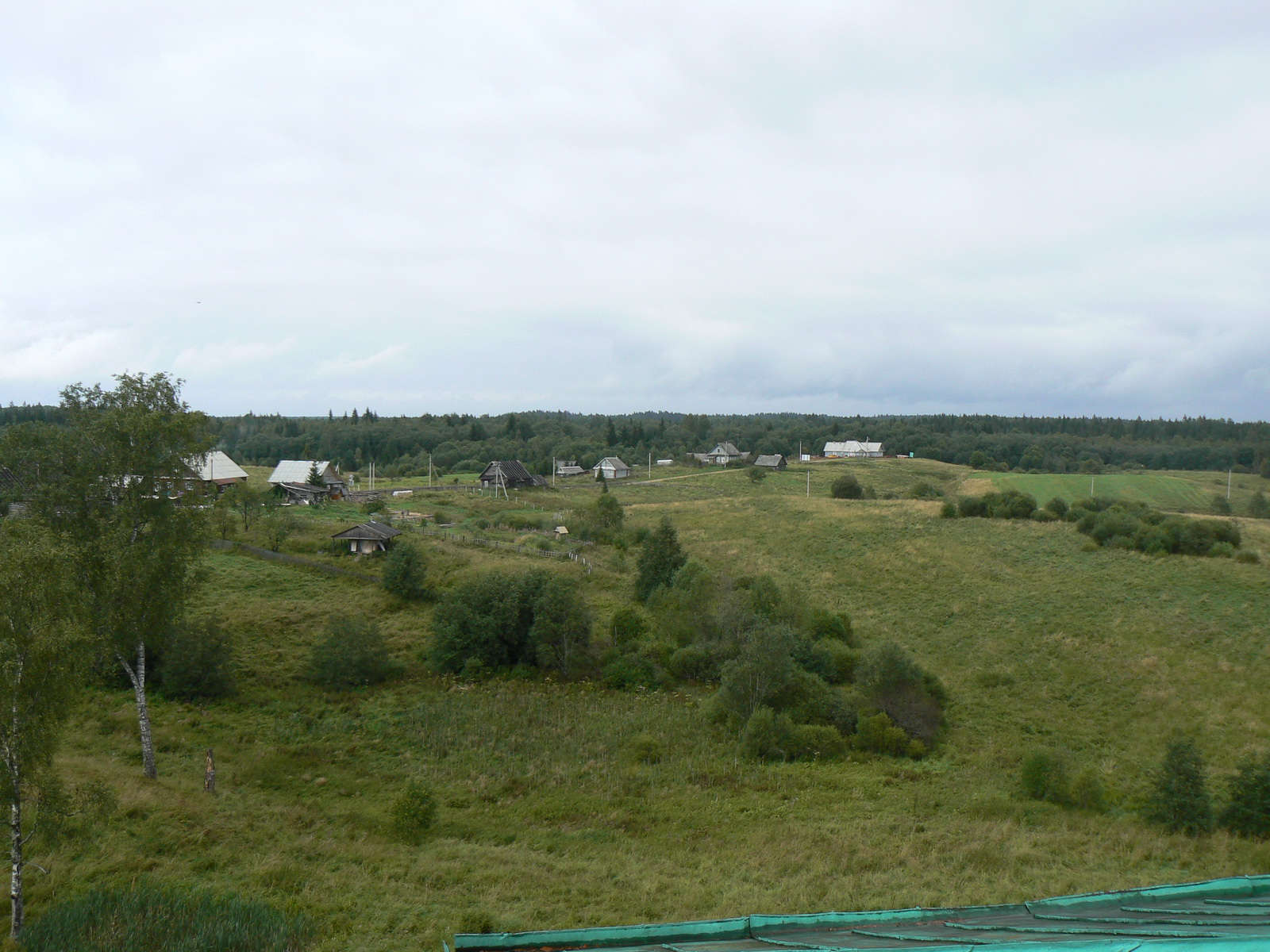
Вид с колокольни Ольгинского монастыря
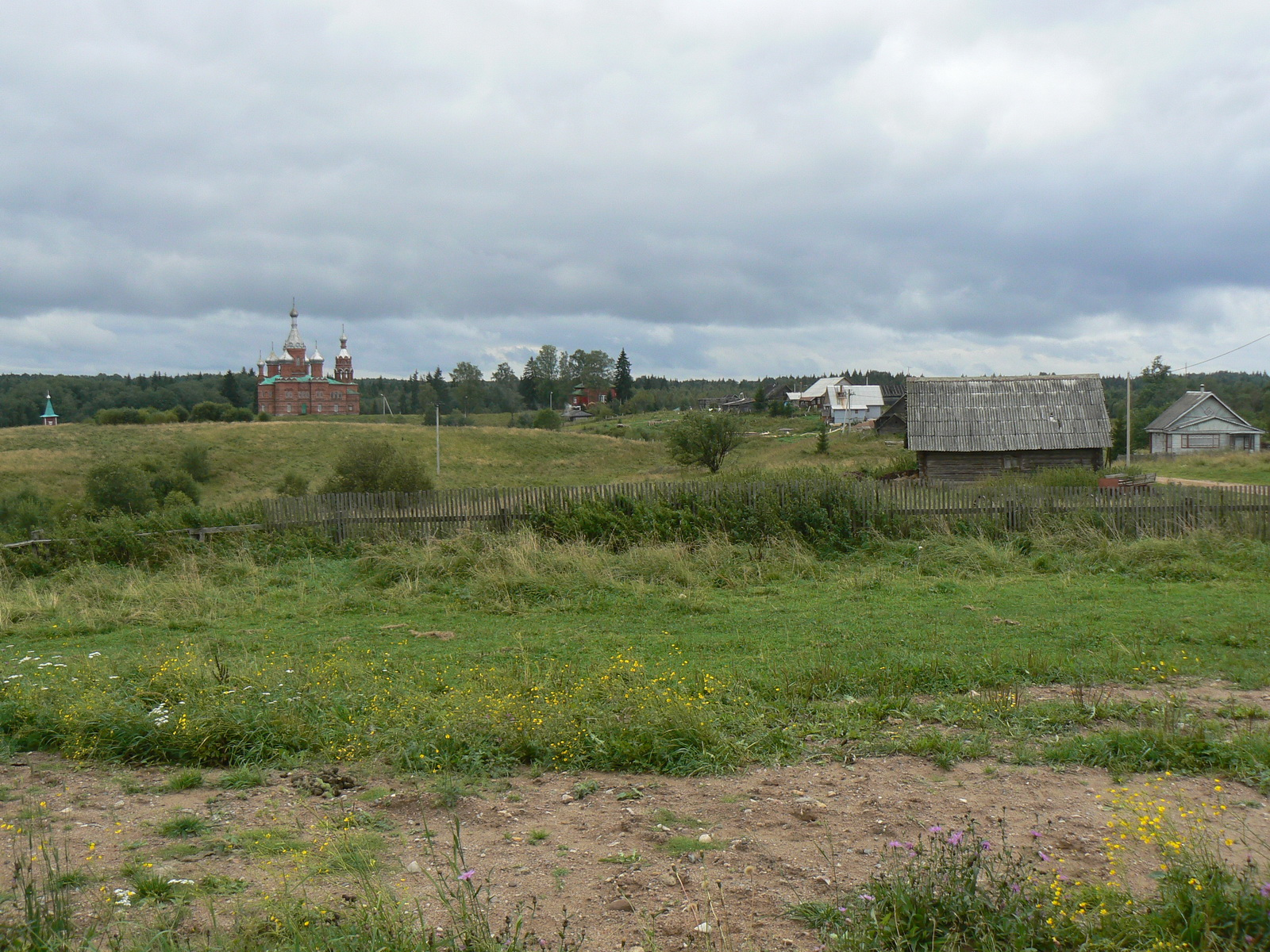
Церковь в Волговерховье
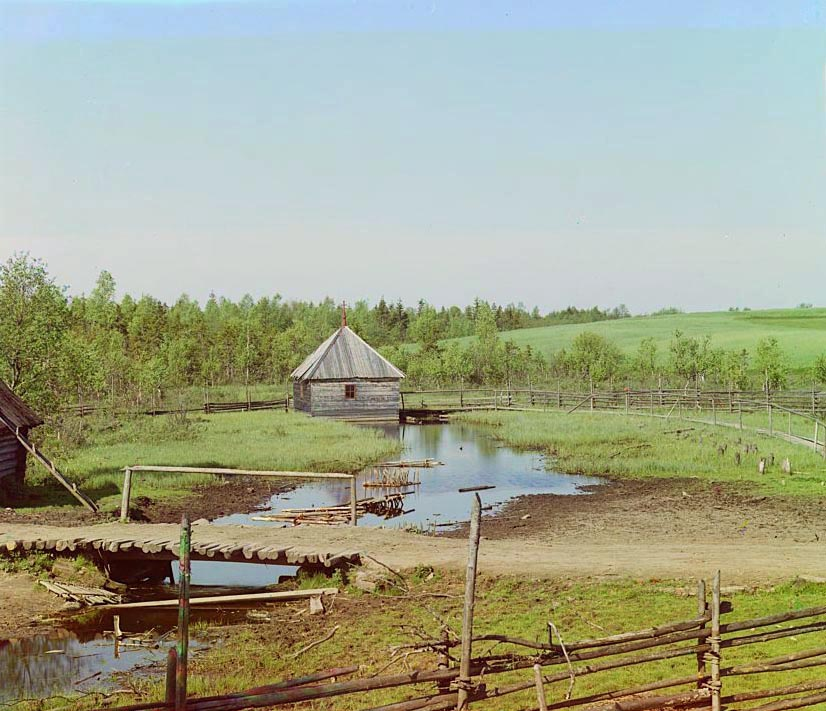
Исток Волги (1910, С. М. Прокудин-Горский)
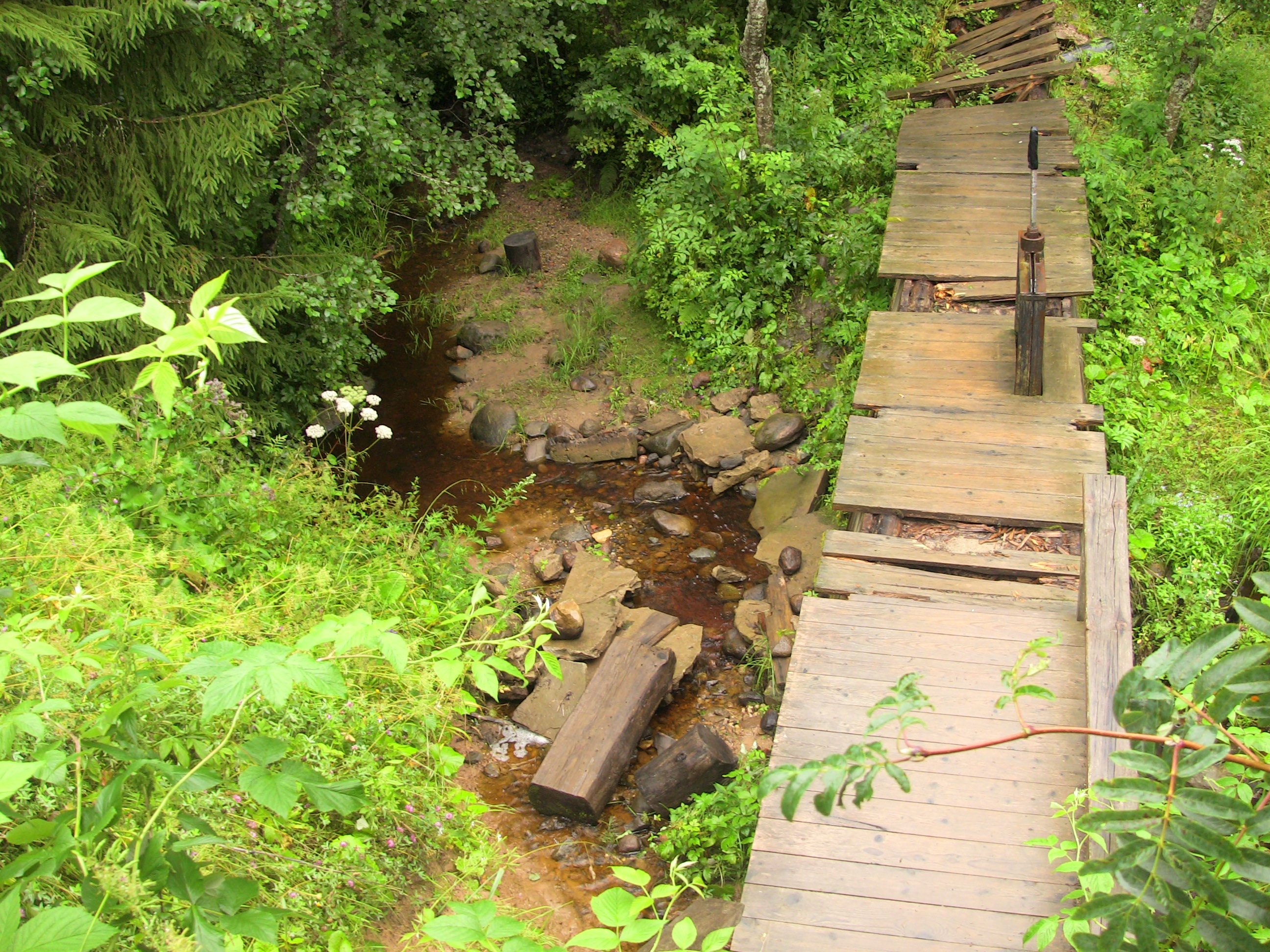
Первая плотина на Волге
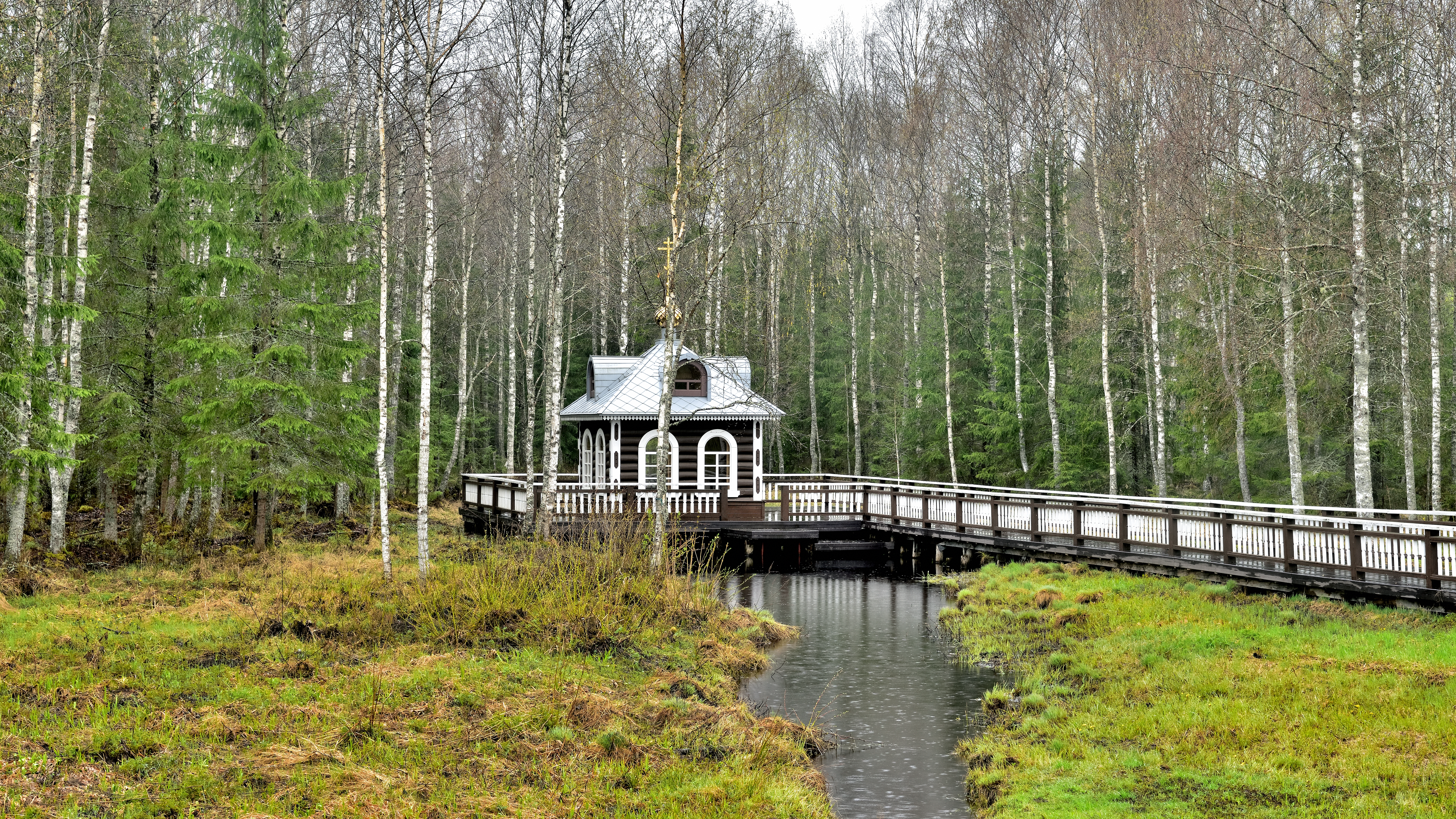
Первые метры реки Волги
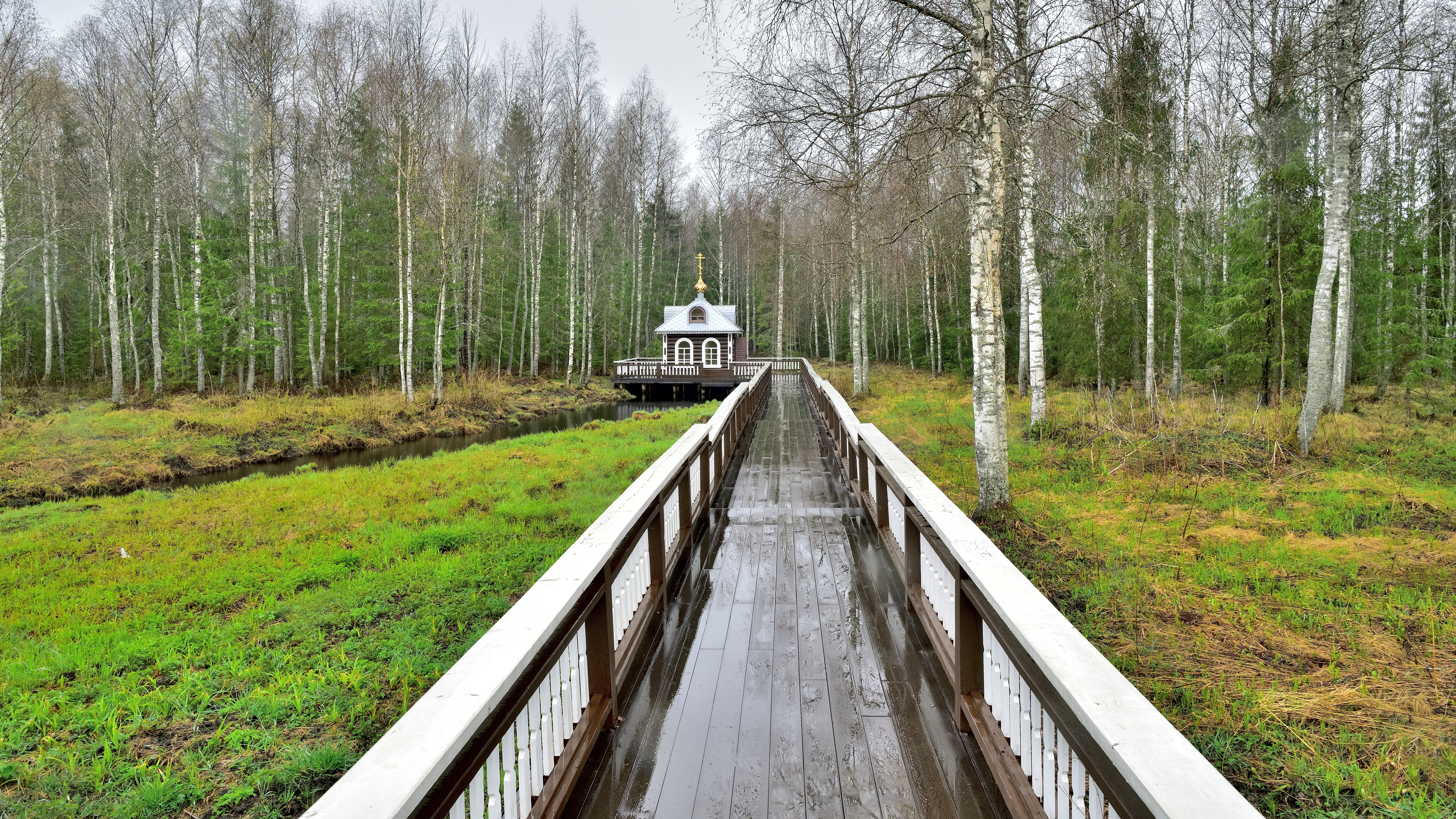
Панорама Истока Волги. Часовня и деревянные мостки

## Ближайшие населённые пункты
- Вороново
- Свапуще